# The Galloper
The Galloper è un film muto del 1915 diretto da Donald MacKenzie. Il lavoro teatrale The Galloper di Richard Harding Davis, da cui è tratta la sceneggiatura del film firmata da George B. Seitz, andò in scena a Broadway il 22 gennaio 1906 per la regia di George Marion.

## Trama
Per sfuggire ai creditori e per non pagare gli alimenti dovuti alla ex moglie, quando scoppia la guerra tra Turchia e Grecia, il famoso corrispondente di guerra Kirke Warren parte alla volta di Atene. Kirke, che scappa anche da una ricca vedova che aveva frequentato per interesse, usa per i suoi articoli lo pseudonimo "The Galloper". Intanto il giovane milionario americano Copeland Schuyler, in giro per l'Africa, si innamora di Grace Whitney, un'infermiera della Croce Rossa, che sta andando in Grecia per trovare un tesoro nascosto che suo padre, quando era ancora in vita, ha cercato senza fortuna. Cope, al seguito di Grace, ha bisogno di un permesso per entrare nella zona di guerra e prende così l'identità di The Galloper che Kirke gli cede. I due, però, passano un brutto quarto d'ora quando cadono nelle mani dei greci che non hanno apprezzato le corrispondenze su di loro firmate da The Galloper. Alla fine, Cope si fidanza con Grace, mentre Kirke ritorna insieme all'ex moglie.

## Produzione
Il film fu prodotto dalla Pathé Exchange.

## Distribuzione
Distribuito dalla Gold Rooster Plays, il film uscì nelle sale cinematografiche statunitensi il 10 settembre 1915.